# Klára Jelínková
Klára Jelínková  (dříve Klára Slaná-Jelínková * 1981, Praha) je česká tanečnice současného tance a fyzického divadla, baletka, choreografka a taneční pedagožka. Její bývalým manželem je herec Michal Slaný. 

## Život
Narodila se v Praze do sportovní rodiny. Její maminka závodně plavala a běhala a tatínek byl tělocvikářem. Byla živé dítě, dělala triatlon a s rodiči vykonávala různé sporty. Také hrála na klavír a zpívala. Chodila do LŠU ve Vršovicích na lidový tanec a na doporučení zdejší paní učitelky šla na konzervatoř. V roce 1999 absolvovala Taneční konzervatoř hl. města Prahy a v témže roce nastoupila do baletního souboru Národního divadla.
V roce 2004 se stala baletní demisólistkou Národního divadla. Zde vytvořila řadu rolí. K těm nejvýznamnějším patří například Pas de quatre v Labutím jezeře, Čertice a Ruský tanec v Louskáčkovi, Zlo v Lucrezii Borgia, Opilá chůva v Malém pánovi Friedemannovi, Dohazovačka v Marné opatrnosti, Polovecká žena v Poloveckých tancích, Saracénka v Raymondě, Dítě ulice v Romeovi a Julii, Kejklířka a Zlatá rybka ve Zlatovlásce nebo Malá kurtizána ve Zkrocení zlé ženy. Dne 30. června 2023 zde ukončila trvalé angažmá a spolupracuje se souborem DEKKADANCERS.
Absolvovala letní kurz na Taneční akademii v Kolíně nad Rýnem a vystudovala pedagogiku na HAMU. Působí jako pohybová asistentka v Opeře Národního divadla v Praze a jako pedagožka na ZUŠ Prosek, na Taneční konzervatoři hl. m. Prahy a na katedře činoherního divadla DAMU. Pro divadlo Hybernia vytvořila choreografii ke zkrácenou verzi baletu Romea a Julie.
Jejím bývalým manželem je herec Michal Slaný, s kterým má syna.
V roce 2024 obdržela Cenu Thálie v oboru Balet, tanec a pohybové divadlo za interpretaci Blanche DuBois v inscenaci Tramvaj do stanice Touha v souboru DEKKADANCERS.